# HD213143
HD213143 — хімічно пекулярна зоря спектрального класу A5, що має видиму зоряну величину в смузі V приблизно  7,7.
Вона  розташована на відстані близько 1469,2 світлових років від Сонця.